# Stephen Mowlam
Stephen Martin Mowlam  (Deniliquin, 22 december 1976) is een voormalig hockeyer uit Australië. 
Mowlam verloor met Australië zowel in 2002 als in 2006 de finale van het wereldkampioenschap van Duitsland. In 2004 won Mowlam met zijn ploeggenoten de olympische finale van Nederland na verleningen. Tijdens de Olympische Spelen 2008 was Mowlam als reserve aanwezig en was geen onderdeel van de zestien geselecteerde spelers.

## Erelijst
- 2002 –  Wereldkampioenschap in Kuala Lumpur
- 2004 –  Olympische Spelen in Athene
- 2005 –  Champions Trophy in Chennai
- 2006 – 4e Champions Trophy in Barcelona
- 2006 –  Wereldkampioenschap in Mönchengladbach